# آنکه ونما
آنکه ونما (انگلیسی: Anneke Venema؛ زادهٔ ۱۹ january ۱۹۷۱ (۵۴ سال)) ورزشکار روئینگ اهل پادشاهی هلند است.
وی در مسابقات کشوری و بین‌المللی در مجموع برندهٔ ۱ مدال نقره شده‌است.